# Aleska Diamond
Aleska Diamond (* 6. August 1988 in Komló; bürgerlich Emese Sáfrány) ist eine ungarische Pornodarstellerin.

## Leben und Wirken
Diamond begann ihre Karriere in der Hardcorebranche im Jahre 2007. Zunächst drehte sie nur Solo- und Girl-Girl-Szenen. Im Jahre 2008 drehte sie dann auch Boy-Girl-Szenen. Danach unterbrach sie die Arbeiten für sieben Monate. Im Jahr 2009 setzte sie ihre Tätigkeit fort. Sie trat in Filmen des Regisseurs Marc Dorcel, wie beispielsweise Infirmières par derrière, Les filles du regiment, „Inglorious Bitches“ und Luxure & Décadence auf. Daneben ist sie in Filmen der Labels Evil Angel und Private zu sehen. Zudem drehte sie Szenen für die Websites Reality Kings und Brazzers.
Aleska wurde durch ihre Pornofilme bekannt und wandte sich dann dem Sport zu, 2017 gewann sie die Europameisterschaft der Luftgymnastik in der professionellen Kategorie B. Sie trat in mehreren TV-Shows auf und nahm 2019 an dem Sportwettbewerb Exatlon Ungarn teil.
Im Februar 2021 wurde bekannt, dass Diamond ein Baby erwartet.

## Filmauswahl
- 2008: Rocco: Puppet Master 5
- 2009: Pop Swap
- 2009: A Fucking Christmas Dinner
- 2009: Black Cock Addiction 8
- 2009: Top Wet Girls 4
- 2010: Anal Cavity Search 8
- 2010: Cum In My Limousine
- 2010: Anal Soccer Girls
- 2010: Shot Glasses 4
- 2010: Threesome Addicted Euro Sluts
- 2010: The Prime Ministers Sex Tape
- 2010: No Hidden Truth
- 2010: Acting Bad
- 2010: Bangkok Connection
- 2010: Nurses In Nylons
- 2010: Nylons 8
- 2010: Gangland 75
- 2010: Analyze This
- 2010: Top Wet Girls 5
- 2010: Army Girls
- 2010: Barely Legal #109
- 2010: Teens Like It Big Vol. 8
- 2010: Aleska & Angelika (Pornochic 21)
- 2010: The Doll House Vol. 7
- 2010: Backdoor Entry
- 2011: Teeny Bopper Club 8
- 2011: POV Pervert #13
- 2011: Pussy Galore
- 2011: Inglorious Bitches
- 2011: Top Wet Girls 8
- 2011: Teen Models Vol. 6
- 2011: Young Harlots: Sex Athletics
- 2011: Hot Teen Next Door Vol. 2
- 2011: Nude Fight Club Round 4
- 2012: Secretaries 4
- 2012: Teens Like It Big Vol. 12
- 2012: The Last Shag
- 2012: High Heels And Glasses 3
- 2013: Fuck My Feet!
- 2013: Summertime Sweethearts
- 2013: Public Invasion 16
- 2013: Girls’ Dormitory
- 2013: Dirty Masseur #5
- 2013: The Dancer
- 2013: L’innocente (The Ingenuous)
- 2014: Teens Like It Hard 6
- 2014: Ballerina By Day Escort By Night
- 2015: M.A.D. Masters Of Ass Destruction
- 2015: Big Tits in Sports Vol. 15
- 2016: Por El Chiquito Vol. 2
- 2016: XXX Maid Parade
- 2016: Nymphomaniac Confessions
- 2017: Sexo En Publico 8
- 2019: Lesbian Threesome Season

## Auszeichnungen
- 2014: AVN Award – Best Sex Scene in a Foreign-Shot Production (in The Ingenuous (gemeinsam mit Anna Polina, Anissa Kate, Angel Piaff, Rita, Tarra White und Mike Angelo))[4]
- 2013: AVN Award – Female Foreign Performer of the Year
- 2012: AVN Award – Female Foreign Performer of the Year
- 2010: Budapest Porn Oscar – Best Actress of the Year